# Heterandrie trpasličí
Heterandrie trpasličí, další české názvy: formoska, halančík trpasličí, živorodka trpasličí (latinsky: Heterandria formosa, slovensky: živorodka trpasličia, anglicky: Least killifish, Dwarf livebearer, Mosqu, midget livebearer). Rybu poprvé popsal v roce 1859 francouzský zoolog Charles Frédéric Girard (8. březen 1822 – 29. červen 1895). H. formosa je jednou z nejmenších ryb na světě, resp. 7. nejmenší od roku 1991, a nejmenší rybou nalezenou v Severní Americe.

## Popis
Základní barva je světle hnědá s červenohnědým nádechem. Na těle mají několik tmavých příčných pruhů. Břicho ryby je světlé. Samice dorůstají délky do 4 cm, Samci do velikosti max. délky 2,5 cm. Pohlaví ryb je snadno rozeznatelné: samci mají pohlavní orgán gonopodium, samice klasickou řitní ploutev.

## Biotop
Ryba byla nalezena ve vodách na jihovýchodě Spojených států, od Jižní Karolíny, po jih Georgie a Floridy, podél Mexického zálivu do Louisiany. Její výskyt byl po roce 2017 zaznamenán také ve východním Texasu. Podle záznamů North American Native Fishes (NANFA) šlo o řeku Sabine River, západně od Humble, kde je patrně zanesl hurikán Harvey.
Heterandria formosa žije převážně v hustě zarostlých, pomalu tekoucích, nebo stojatých vodách. Může se vyskytovat také v brakických vodách.

## Chov v akváriu
- Chov ryby: Rybu je vhodné chovat v hejnu více kusů (4 a více), s převahou samic. Ryby nejsou vhodné do společenských nádrží. Akvárium by mělo být zarostlé jemnolistými rostlinami. Vzhledem k tomu, že v přírodě žije v bažinatých vodách, není náročná na kyslík ve vodě.[4]
- Teplota vody: 22–27 °C.[4] Snese vodu až do 9 °C.[5]
- Kyselost vody: 6,5–7,5 pH[4]
- Tvrdost vody: 10–30 °dGH[4]
- Krmení: Ryba patří mezi všežravé druhy. Krmí se drobnou živou, mraženou potravou, vločkovým krmivem.[4]
- Rozmnožování: Samice rodí 1–5 mláďat, v průběhu několika po sobě, v období až 4 týdnů.[5] Vrh také může výjimečně proběhnout jednorázově. Mláďata jsou hned po narození zbarvena stejně jako rodiče. Mláďata mají po narození velikost 2 mm. Je nutné je krmit drobným planktonem.[pozn. 1] Samci dospívají ve 3 měsících, samice v 4–5 měsících.[4]